# 播磨自動車道
播磨自動車道（日语：／ Harima jidōshadō */?）是從兵庫縣龍野市到宍粟市的高速公路（高速自動車國道）。略稱為播磨道（日语：／ Harimadō */?）。高速公路編號與中國自動車道（山崎系統交流道（建設中） - 佐用系統交流道間與 E2A 共線） 、鳥取自動車道共同編為 E29 。

## 概要

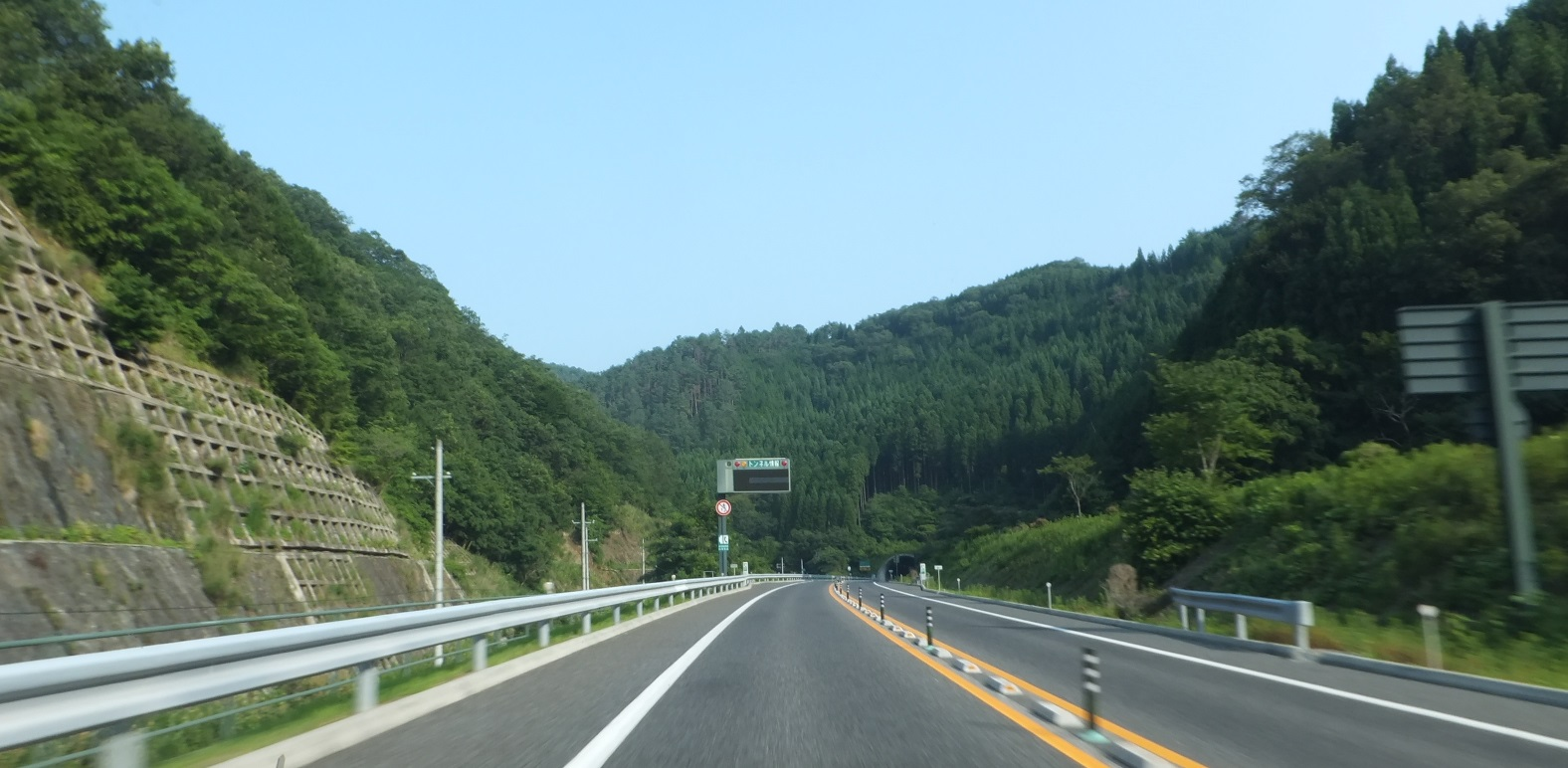
龍野市與相生市交界附近
攝於龍野市新宮町二柏野

法定路線名與鳥取自動車道共同稱為中國橫斷自動車道姫路鳥取線（兵庫縣姫路市 - 鳥取縣鳥取市），現在的已通車路段（播磨系統交流道 - 播磨新宮交流道）在政令上是以山陽自動車道的開發交流道為名義建設的。另外，雖然以「播磨」為名，但在兵庫縣境僅通過播磨國的西端。
未完工部分的播磨新宮交流道 - 山崎系統交流道間（11.4公里）是西日本高速公路在2021年度通車為目標的事業，2016年時取得道路用地，現在已推進至至進行工程的階段。

## 交流道
- 全線位於兵庫縣內。
- 不設置SA、PA。即使連同鳥取自動車道，也沒有設置加油站區域。
- 交流道（IC）編號欄的背景色為■顯示該部分道路已經啟用。
- 各設施的上行線與下行線位置可能不同。
- 巴士站（BS），○為使用中，◆為停用中設施。無標示者為未設置巴士站。
- IC為交流道的簡寫，JCT為公路分岔點（日语：ジャンクション (道路)）的簡寫，SA為服務區的簡寫，PA為停車區（日语：パーキングエリア）的簡寫，TB為公路收費站的簡寫，BS為巴士站的簡寫。

| 9-1  | 播磨JCT    |  |  | E2 山陽自動車道              | 0.0  |  | 龍野市 |
| 1    | 播磨新宮IC |  |  | 兵庫縣道726號播磨新宮Inter線 | 12.8 |  | 龍野市 |
| 10-1 | 宍粟JCT    |  |  | E2A 中國自動車道             | 24.2 |  | 宍粟市 |

## 歷史
- 2003年（平成15年）3月29日 : 播磨系統交流道 - 播磨新宮交流道預定
- 2022年3月12日（令和4年度） : 播磨新宮交流道 - 山崎系統交流道 通車[2]。

## 路線狀況

### 車道與速限
| 區間                            | 車道 上下線=上行線+下行線 | 速限   |
| ------------------------------- | ------------------------- | ------ |
| 播磨系統交流道 - 宍粟系統交流道 | 2=1+1                     | 70km/h |

### 道路管理者
- NEXCO西日本 關西支社
  - 姫路高速公路事務所 : 全線

### 交通量
24小時交通量（台）　道路交通調查
| 區間                            | 平成17（2005）年度 | 平成22（2010）年度 | 平成27（2015）年度 |
| ------------------------------- | ------------------ | ------------------ | ------------------ |
| 播磨系統交流道 - 播磨新宮交流道 | 966                | 1,320              | 1,299              |
| 播磨新宮交流道 - 宍粟系統交流道 | 未通車             | 未通車             | 未通車             |

（來源：「平成22年度道路交通調查 （页面存档备份，存于）」（自國土交通省主頁）摘取資料作成）

## 地理

### 通過自治體
- 兵庫縣
龍野市 - 相生市 - 龍野市

### 連接高速公路
- E2 山陽自動車道（於播磨系統交流道連接）
- E2A 中國自動車道（於山崎系統交流道連接，事業中）

## 來源
1. ↑  . NEXCO西日本.   [2016-04-04]. （原始内容存档于2016-04-04）.
2. ↑   (新闻稿). 西日本高速道路. 2022-02-10  [2022-02-10].

## 關連項目
- 日本高速公路列表
  - 鳥取自動車道
- 近畿地方道路列表

## 外部連結
- 獨立行政法人 日本高速道路保有、債務返還機構 （页面存档备份，存于）
- 西日本高速公路株式會社 （页面存档备份，存于）